# Curtisia dentata
Curtisia dentata är en tvåhjärtbladig växtart som först beskrevs av N. L. Burm., och fick sitt nu gällande namn av C. A. Smith. Curtisia dentata ingår i släktet Curtisia, och familjen Curtisiaceae. Inga underarter finns listade i Catalogue of Life.

## Bildgalleri

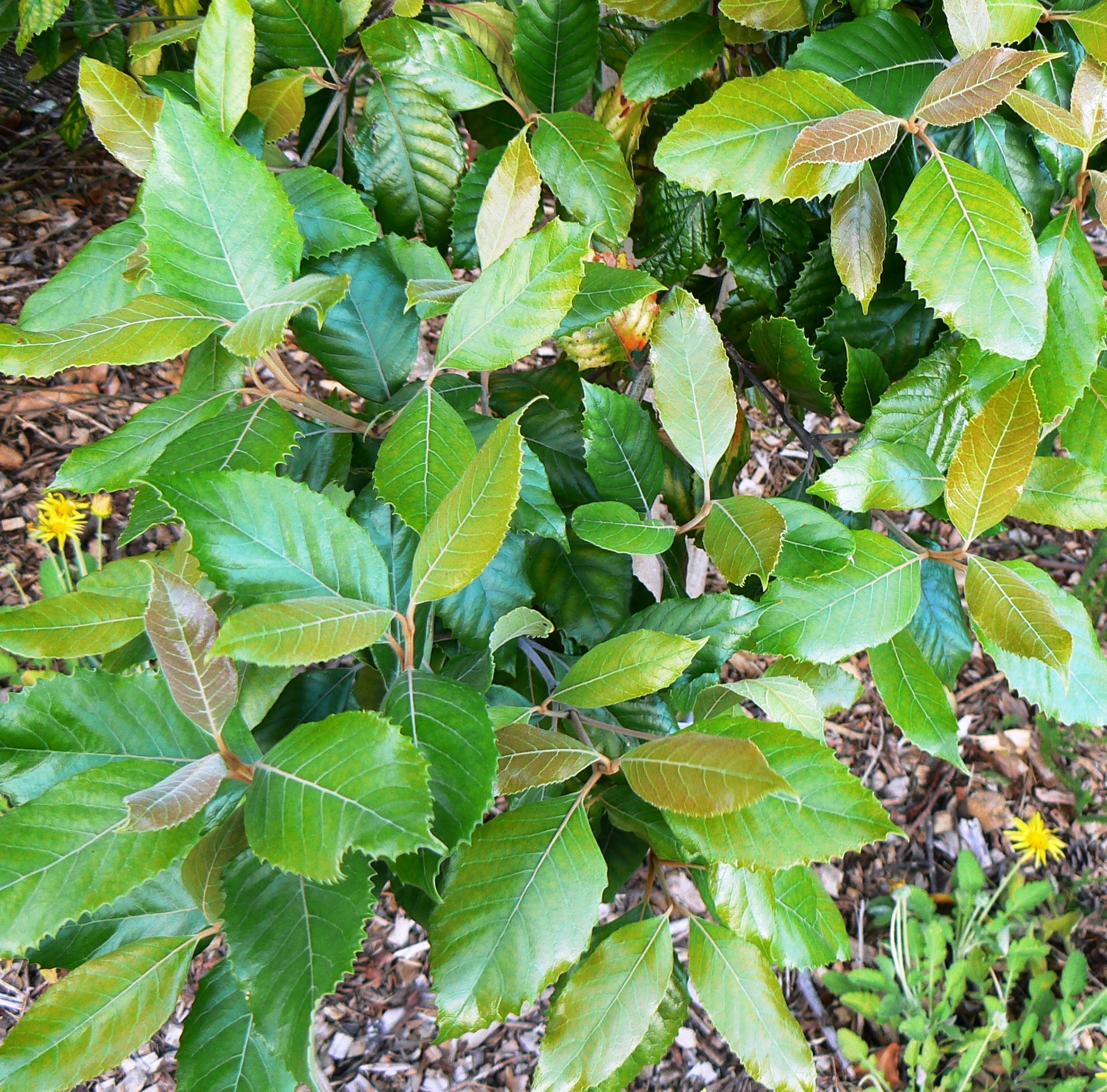
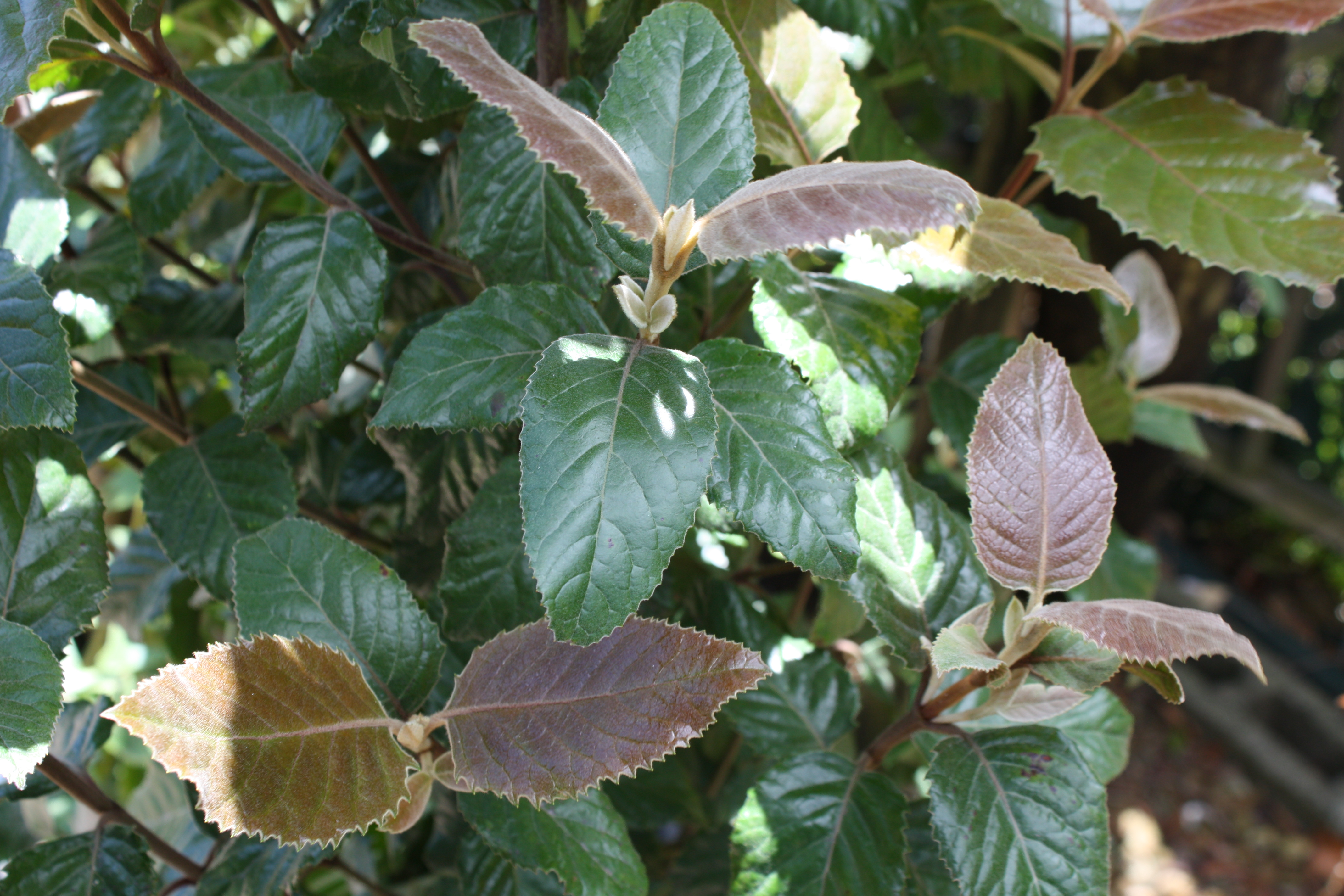
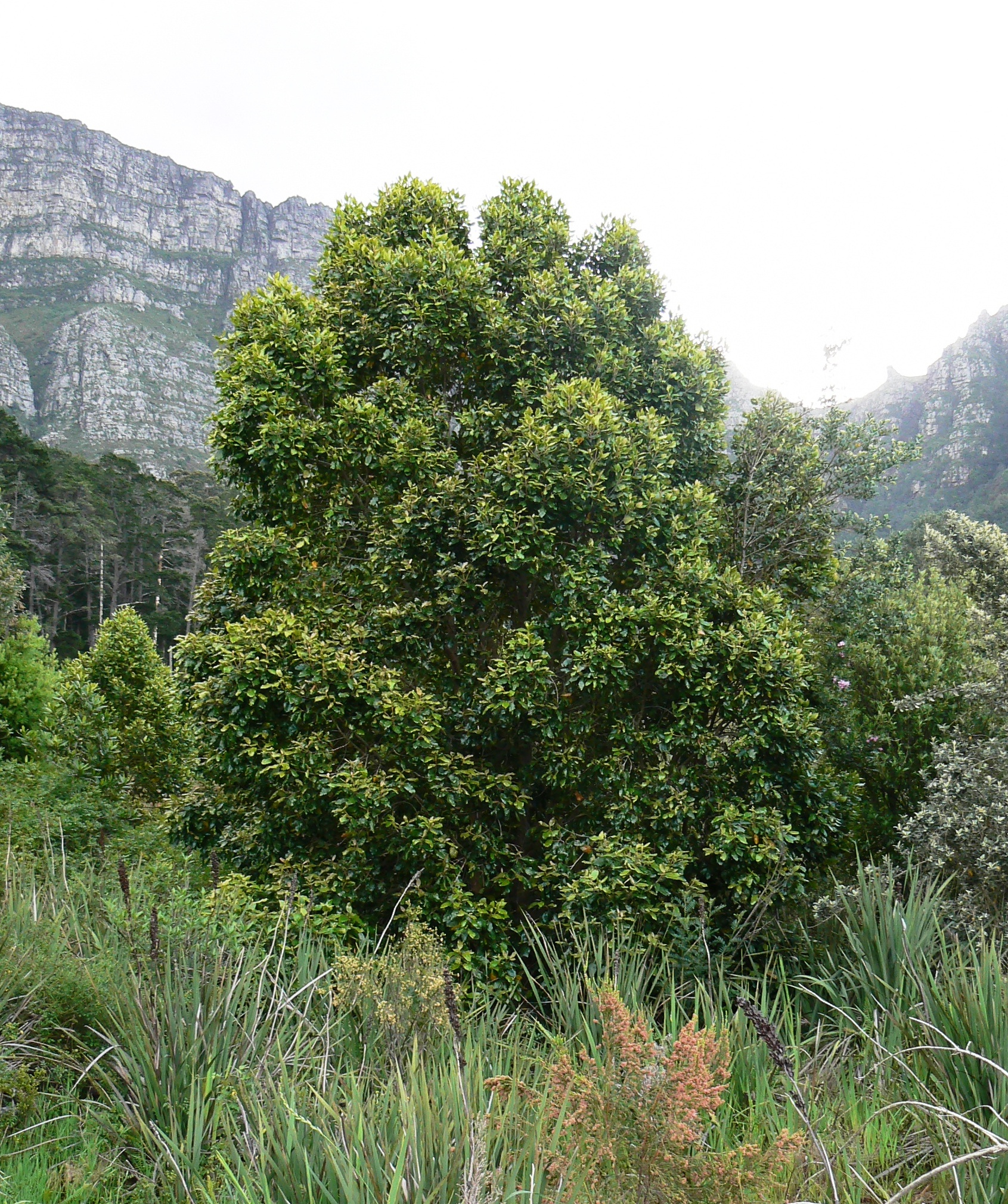
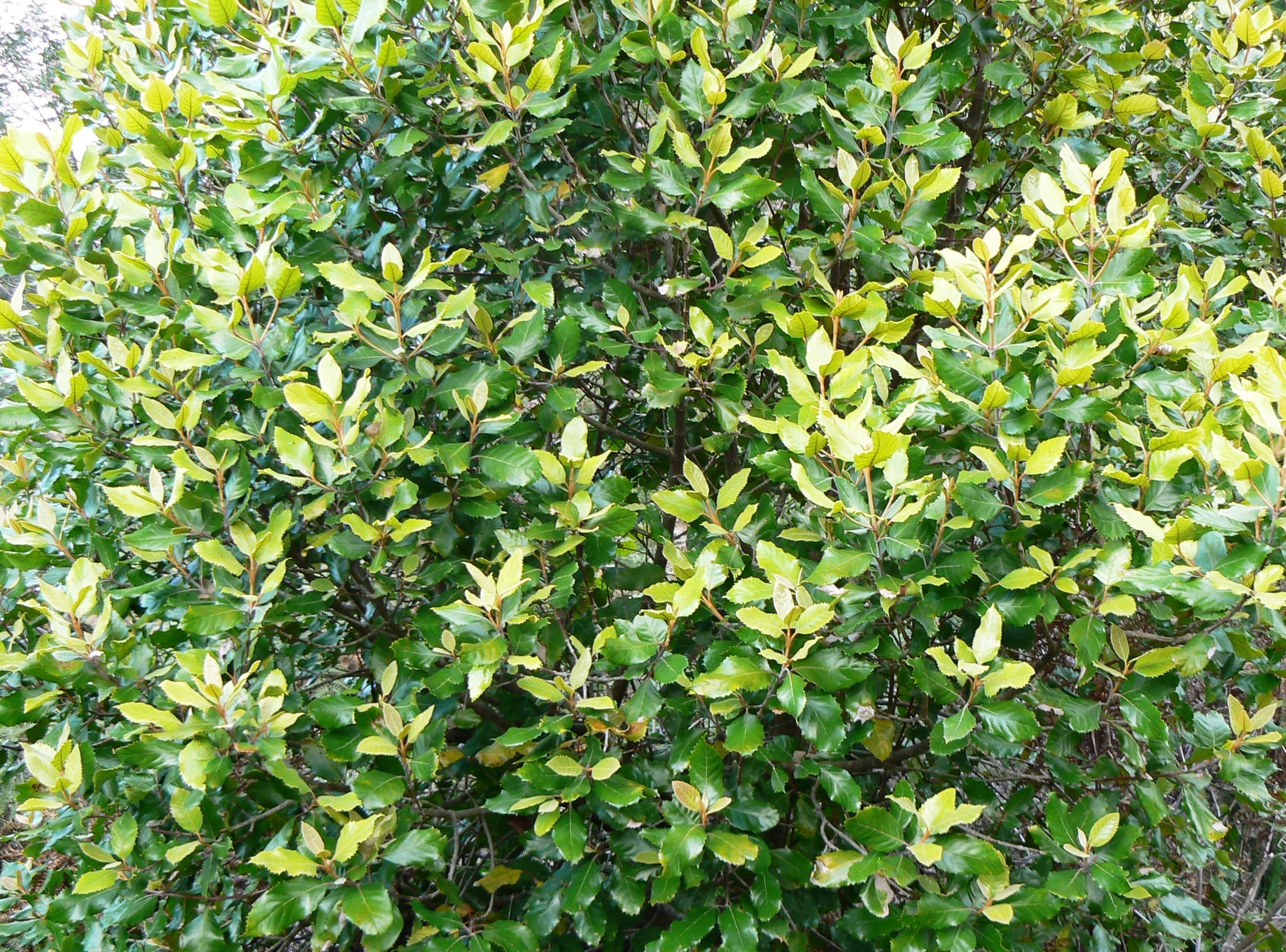
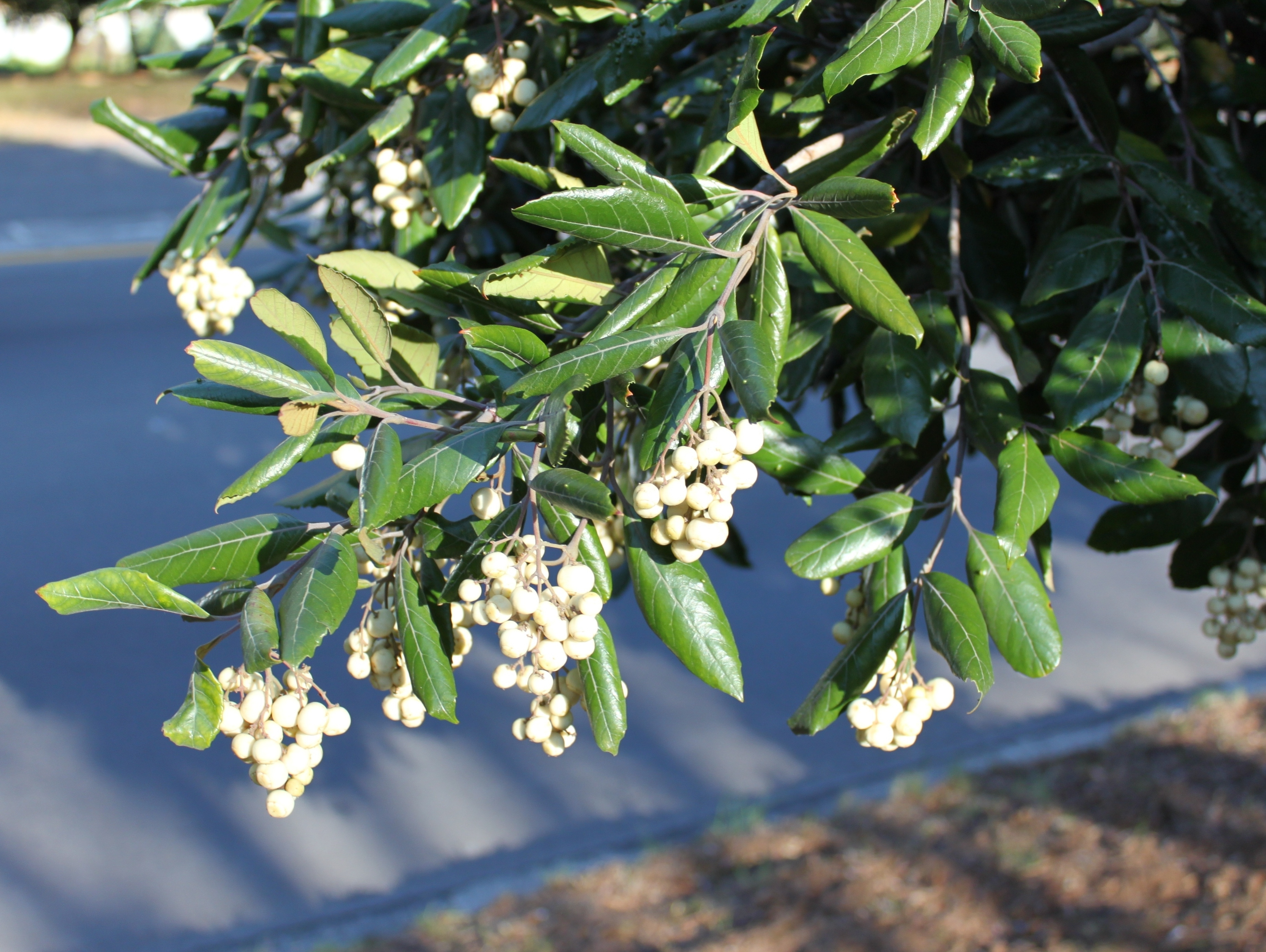
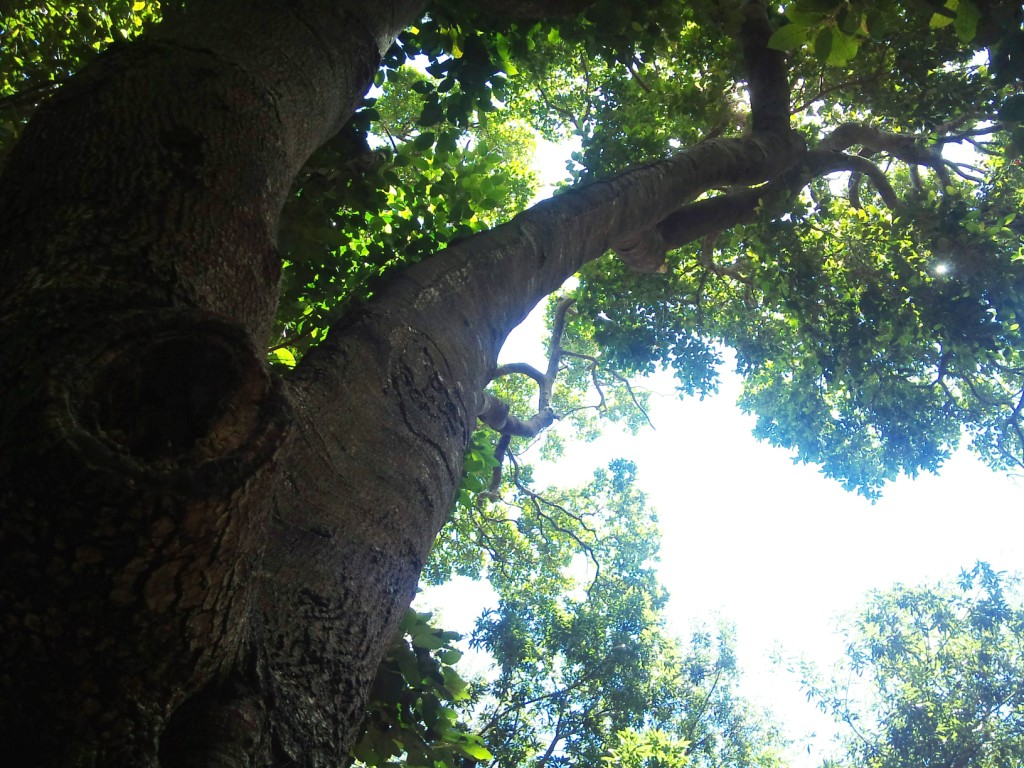